# Lütfi Pasza
Damat Çelebi Lütfi Pasza (ur. 1488 we Wlorze, zm. 27 marca 1564) – wielki wezyr Imperium Osmańskiego w latach 1539–1541, szwagier (damat) sułtana Sulejmana Wspaniałego.

## Życiorys
Urodził się między rokiem 1475 a 1490. Jego faktyczne pochodzenie nie jest znane, jednak zgodnie z tradycją uważany jest za Albańczyka. Będąc jeszcze dzieckiem trafił na dwór sułtański i uczył się w Enderunie.

## Kariera
Był sandżakbejem Kastamonu, bejlerbejem Karamanu i innych prowincji w Anatolii oraz Syrii. Uczestniczył w wyprawach wojennych Sulejmana na Belgrad, Rodos, Węgry, Wiedeń i Bagdad. Od roku 1534 Lütfi Pasza był bejlerbejem Rumelii. W 1537 roku uczestniczył również w wojnie z Wenecją, a w 1538 roku w wyprawie na Mołdawię.
Lütfi Pasza został ponownie wezwany na dwór sułtana Sulejmana 1539 roku, gdy w czasie epidemii dżumy zmarł wielki wezyr Ayas Pasza. 13 czerwca 1539 roku Lütfi Pasza przyjął stanowisko Wielkiego Wezyra, które zajmował do 1541 roku. W tym właśnie roku sułtanka Şah rozwiodła się z nim, wskutek czego został pozbawiony stanowiska i wysłany do Didimoticho.

## Rodzina
W 1523 roku ożenił się z siostrą Sulejmana Wspaniałego, sułtanką Şah. W związku tym urodziły się dwie córki, Esmehan Baharnaz i Neslihan. Małżeństwo z siostrą sułtana trwało do 1541 roku.

## Śmierć
Lütfi Pasza zmarł 27 marca 1564 roku.

## Dzieła literackie
Lütfi Pasza był autorem 21 dzieł. Wśród nich były prace o charakterze religijno-etycznym, historycznym, politycznym, medycznym i ekonomicznym. Niektórzy autorzy przypisują mu także kodeks prawny „Kanun–name”.
Najbardziej znanymi dziełami paszy są: Tevârih-i 'Al-i Osman, historyczna praca opisująca okres panowania trzech sułtanów –Bajazyda II, Selima I Groźnego i Sulejmana Wspaniałego oraz Asafname, traktat polityczno-ekonomiczny.

## W kinematografii
W serialu telewizyjnym Wspaniałe stulecie (Muhteşem Yüzyıl) rolę Lütfi Paszy grał turecki aktor Mehmet Özgür.